# Tổng Liên đoàn Lao động Việt Nam
Tổng Liên đoàn Lao động Việt Nam hay Tổng Công đoàn Việt Nam (tiếng Anh: Vietnam General Confederation of Labor, viết tắt là VGCL) là một tổ chức chính trị-xã hội thuộc Mặt trận Tổ quốc Việt Nam.
Tổng Liên đoàn Lao động Việt Nam là cơ quan lãnh đạo của các cấp Công đoàn, Tổng Liên đoàn Lao động Việt Nam thay mặt cho công nhân, viên chức và lao động tham gia quản lý kinh tế, quản lý Nhà nước, tham gia xây dựng pháp luật, chế độ chính sách liên quan đến quyền lợi, nghĩa vụ của công nhân, viên chức và lao động tham gia quản lý kinh tế, quản lý Nhà nước, tham gia xây dựng pháp luật, chế độ chính sách liên quan đến quyền lợi, nghĩa vụ của công nhân, viên chức và lao động.

## Vị trí, vai trò

### Vị trí của Công đoàn Việt Nam
Vị trí của Công đoàn là địa vị của Công đoàn trong hệ thống chính trị - xă hội, là mối quan hệ của Công đoàn với các tổ chức đó.
Công đoàn Việt Nam là tổ chức chính trị - xă hội rộng lớn của giai cấp công nhân, đội ngũ trí thức và những người lao động tự nguyện lập ra nhằm mục đích tập hợp, đoàn kết lực lượng, xây dựng giai cấp công nhân Việt Nam lớn mạnh về mọi mặt; đại diện và bảo vệ các quyền, lợi ích hợp pháp, chính đáng của người lao động, phấn đấu xây dựng nước Việt Nam độc lập, thống nhất đi lên chủ nghĩa xă hội.
Công đoàn Việt Nam là thành viên của hệ thống chính trị và là thành viên của Mặt trận Tổ quốc Việt Nam, là trung tâm tập hợp, đoàn kết, giáo dục, rèn luyện, xây dựng đội ngũ giai cấp công nhân, lao động.
Vị trí của Công đoàn Việt Nam được Hiến pháp và Pháp luật của nước Cộng hoà xă hội chủ nghĩa Việt Nam và toàn thể công nhân, viên chức, lao động thừa nhận.

### Vai trò của Công đoàn Việt Nam

#### Trong lĩnh vực chính trị
Công đoàn có vai tṛò to lớn trong việc góp phần xây dựng và nâng cao hiệu quả của hệ thống chính trị - xã hội xă hội chủ nghĩa. Tăng cường mối liên hệ mật thiết giữa Đảng và nhân dân, bảo đảm và phát huy quyền làm chủ của nhân dân lao động, từng bước hoàn thiện nền dân chủ xă hội chủ nghĩa, bảo đảm thực thi pháp luật và để Nhà nước thực sự là Nhà nước của dân, do dân và vì dân để đảm bảo sự ổn định về chính trị.

#### Trong lĩnh vực kinh tế
Công đoàn tham gia xây dựng hoàn thiện cơ chế quản lý kinh tế nhằm xoá bỏ quan liêu, bao cấp, củng cố nguyên tắc tập trung trên cơ sở mở rộng dân chủ. Góp phần củng cố những thành tựu kinh tế văn hoá và khoa học kỹ thuật đã đạt được trong những năm thực hiện đường lối đổi mới của Đảng. Tiếp tục đẩy mạnh, nâng cao hiệu quả hoạt động của các thành phần kinh tế trong đó kinh tế Nhà nước giữ vai trò chủ đạo, liên kết và hỗ trợ các thành phần kinh tế khác phát triển có lợi cho quốc kế dân sinh. Đẩy mạnh công nghiệp hoá - hiện đại hoá đất nước, từng bước đưa kinh tế tri thức vào Việt Nam, góp phần nhanh chóng hội nhập với khu vực và thế giới. Đặc biệt, trong điều kiện nền kinh tế thị trường theo định hướng xã hội chủ nghĩa, việc đẩy mạnh hoạt động của các thành phần kinh tế vẫn đảm bảo cho kinh tế quốc doanh giữ vị trí then chốt, đóng vai trò chủ đạo.

#### Trong lĩnh vực văn hoá - tư tưởng
Trong nền kinh tế nhiều thành phần Công đoàn phát huy vai trò của mình trong việc giáo dục công nhân, viên chức và lao động nâng cao lập trường giai cấp, lấy chủ nghĩa Mác - Lênin và tư tưởng Hồ Chí Minh làm nền tảng tư tưởng, kim chỉ nam cho mọi hoạt động, phát huy những giá trị cao đẹp, truyền thống văn hoá dân tộc và tiếp thu những thành tựu tiên tiến của văn minh nhân loại góp phần xây dựng nền văn hoá tiên tiến, đậm đà bản sắc dân tộc Việt Nam.

#### Trong lĩnh vực xã hội
Công đoàn có vai tṛò quan trọng trong tham gia xây dựng giai cấp công nhân vững mạnh cả về số lượng và chất lượng, không ngừng nâng cao trình độ giác ngộ chính trị, tính tổ chức kỷ luật, trình độ văn hoá, khoa học kỹ thuật, có nhãn quan chính trị, thực sự là lực lượng ṇòng cốt của khối liên minh công - nông - trí thức, làm nền tảng của khối đại đoàn kết toàn dân, là cơ sở vững chắc đảm bảo vai trò lănh đạo của Đảng và tăng cường sức mạnh của Nhà nước.

## Cơ cấu tổ chức
1. Cơ quan Trung ương Tổng Liên đoàn Lao động Việt Nam.
2. Liên đoàn Lao động tỉnh, thành phố trực thuộc Trung ương (Liên đoàn Lao động tỉnh, thành phố) và Công đoàn ngành Trung ương.
3. Liên đoàn lao động quận huyện và tương đương (Công đoàn cấp trên cơ sở).
4. Trường Đại học Công đoàn, Trường Đại học Tôn Đức Thắng.
5. Công đoàn cơ sở, nghiệp đoàn.

## Lãnh đạo đương nhiệm
Chủ tịch: Nguyễn Đình Khang, Ủy viên Trung ương Đảng khóa XIII.
Các Phó Chủ tịch:
- Ngọ Duy Hiểu, Chủ tịch Công đoàn Viên chức Việt Nam
- Phan Văn Anh
- Thái Thu Xương, Phó Chủ tịch Thường trực[1]
- Huỳnh Thanh Xuân[2]
- Nguyễn Xuân Hùng

## Nhiệm vụ
- Lãnh đạo chỉ đạo phong trào công nhân viên chức lao động và hoạt động các cấp công đoàn trong cả nước.
- Đại diện, chăm lo, bảo vệ quyền và lợi ích hợp pháp, chính đáng của đoàn viên và  người lao động.
- Thực hiện công tác thanh tra, kiểm tra, giám sát hoạt động của cơ quan Nhà nước, doanh nghiệp về thực hiện các quy định của pháp luật liên quan đến quyền và lợi ích của người lao động.
- Tổ chức hoạt động tuyên truyền, các phong trào thi đua yêu nước trong công nhân viên chức và lao động, phát triển đoàn viên, xây dựng tổ chức, xây dựng đội ngũ cán bộ Công đoàn đáp ứng yêu cầu của phong trào công nhân, Công đoàn.
- Giao dự Toán, Thông qua quyết toán ngân sách hệ thống Công đoàn hàng năm; tiến hành Công tác kiểm tra, nữ công và công tác đối ngoại theo đường lối của Đảng Cộng sản Việt Nam

## Hoạt động
2018
(1) Đại diện bảo vệ quyền lợi hợp pháp chính đáng cho đoàn viên và người lao động; (2) Chăm lo lợi ích cho đoàn viên và người lao động; (3) Tổ chức các hoạt động tuyên truyền giáo dục góp phần xây dựng giai cấp Công nhân Việt Nam vững mạnh; (4)Xây dựng tổ chức Công đoàn VN vững mạnh, tham gia xây dựng Đẩng, xây dựng chính quyền nhân dân; (5) Tổ chúc các hoạt động nữ công, tài chính, kiểm tra, đối ngoại.

## Các kỳ Đại hội
| STT | Năm                      | Chủ tịch (sinh-mất)          | Chức danh                                 | Nhiệm kỳ                 | Nhiệm kỳ                 | Thời gian tại nhiệm | Ghi chú |
| STT | Năm                      | Chủ tịch (sinh-mất)          | Chức danh                                 | Bắt đầu                  | Kết thúc                 | Thời gian tại nhiệm | Ghi chú |
| --- | ------------------------ | ---------------------------- | ----------------------------------------- | ------------------------ | ------------------------ | ------------------- | ------- |
| 1   | Đại hội I (1950-1961)    | Hoàng Quốc Việt (1905-1992)  | Chủ tịch Tổng Liên đoàn Lao động Việt Nam | (15/1/1950 - 11/5/1978)  | (15/1/1950 - 11/5/1978)  | 28 năm, 116 ngày    |         |
| 1   | Đại hội II (1961-1974)   | Hoàng Quốc Việt (1905-1992)  | Chủ tịch Tổng Công đoàn Việt Nam          | (15/1/1950 - 11/5/1978)  | (15/1/1950 - 11/5/1978)  | 28 năm, 116 ngày    |         |
| 1   | Đại hội III (1974-1978)  | Hoàng Quốc Việt (1905-1992)  | Chủ tịch Tổng Công đoàn Việt Nam          | (15/1/1950 - 11/5/1978)  | (15/1/1950 - 11/5/1978)  | 28 năm, 116 ngày    |         |
| 2   | Đại hội IV (1978-1983)   | Nguyễn Văn Linh (1915-1998)  | Chủ tịch Tổng Công đoàn Việt Nam          | (11/5/1978 - 18/11/1983) | (11/5/1978 - 18/11/1983) | 5 năm, 191 ngày     |         |
| 3   | Đại hội V (1983-1988)    | Nguyễn Đức Thuận (1916-1985) | Chủ tịch Tổng Công đoàn Việt Nam          | (18/11/1983 - 4/10/1985) | (18/11/1983 - 4/10/1985) | 1 năm, 320 ngày     |         |
| 4   | Đại hội V (1983-1988)    | Phạm Thế Duyệt (1936)        | Chủ tịch Tổng Công đoàn Việt Nam          | (16/2/1987 - 20/10/1988) | (16/2/1987 - 20/10/1988) | 1 năm, 247 ngày     |         |
| 5   | Đại hội VI (1988-1993)   | Nguyễn Văn Tư (1936)         | Chủ tịch Tổng Liên đoàn Lao động Việt Nam | (20/10/1988 - 6/11/1998) | (20/10/1988 - 6/11/1998) | 10 năm, 17 ngày     |         |
| 5   | Đại hội VII (1993-1998)  | Nguyễn Văn Tư (1936)         | Chủ tịch Tổng Liên đoàn Lao động Việt Nam | (20/10/1988 - 6/11/1998) | (20/10/1988 - 6/11/1998) | 10 năm, 17 ngày     |         |
| 6   | Đại hội VIII (1998-2003) | Cù Thị Hậu (1944)            | Chủ tịch Tổng Liên đoàn Lao động Việt Nam | (6/11/1998 - 30/12/2006) | (6/11/1998 - 30/12/2006) | 8 năm, 54 ngày      |         |
| 6   | Đại hội IX (2003-2008)   | Cù Thị Hậu (1944)            | Chủ tịch Tổng Liên đoàn Lao động Việt Nam | (6/11/1998 - 30/12/2006) | (6/11/1998 - 30/12/2006) | 8 năm, 54 ngày      |         |
| 7   | Đặng Ngọc Tùng (1952)    | (30/12/2006 - 14/4/2016)     | (30/12/2006 - 14/4/2016)                  | 9 năm, 106 ngày          |                          |                     |         |
| 7   | Đặng Ngọc Tùng (1952)    | (30/12/2006 - 14/4/2016)     | (30/12/2006 - 14/4/2016)                  | 9 năm, 106 ngày          | Đại hội X (2008-2013)    |                     |         |
| 7   | Đặng Ngọc Tùng (1952)    | (30/12/2006 - 14/4/2016)     | (30/12/2006 - 14/4/2016)                  | 9 năm, 106 ngày          | Đại hội XI (2013-2018)   |                     |         |
| 8   | Bùi Văn Cường (1965)     | (14/4/2016 - 28/7/2019)      | (14/4/2016 - 28/7/2019)                   | 3 năm, 105 ngày          |                          |                     |         |
| 8   | Bùi Văn Cường (1965)     | (14/4/2016 - 28/7/2019)      | (14/4/2016 - 28/7/2019)                   | 3 năm, 105 ngày          | Đại hội XII (2018-2023)  |                     |         |
| 9   | Nguyễn Đình Khang (1967) | (28/7/2019 - nay)            | (28/7/2019 - nay)                         | 6 năm, 7 ngày            |                          |                     |         |
| 9   | Nguyễn Đình Khang (1967) | (28/7/2019 - nay)            | (28/7/2019 - nay)                         | 6 năm, 7 ngày            | Đại hội XIII (2023-2028) |                     |         |